# Ossonis clytomima
Ossonis clytomima là một loài bọ cánh cứng trong họ Cerambycidae.